# カステルフランコ・イン・ミスカーノ
カステルフランコ・イン・ミスカーノ（イタリア語: Castelfranco in Miscano）は、イタリア共和国カンパニア州ベネヴェント県にある、人口約900人の基礎自治体（コムーネ）。

## 地理

### 位置・広がり
ベネヴェント県のコムーネ。県都ベネヴェントから北東へ32kmの距離にある。

#### 隣接コムーネ
隣接するコムーネは以下の通り。括弧内のAVはアヴェッリーノ県、FGはフォッジャ県所属を示す。
- アリアーノ・イルピーノ (AV)
- ファエート (FG)
- ジネストラ・デッリ・スキアヴォーニ
- グレーチ (AV)
- モンテカルヴォ・イルピーノ (AV)
- モンテファルコーネ・ディ・ヴァル・フォルトーレ
- ロゼート・ヴァルフォルトーレ (FG)